# Sebastián Jaurena
Sebastián Jonathan Jaurena (Mar del Plata, Provincia de Buenos Aires, Argentina; 22 de julio de 1999) es un futbolista argentino. Juega como mediocampista central y su primer equipo fue Alvarado de Mar del Plata. Actualmente milita en San Martín de San Juan de la Liga Profesional.

## Trayectoria
Nacido en Mar del Plata, Sebastián Jaurena se formó en las divisiones inferiores de Alvarado y en 2019 es promovido al plantel de Primera por Juan Pablo Pumpido. Sin embargo, fue Walter Coyette el que lo hizo debutar con la camiseta del Torito el 28 de noviembre de 2020, en el empate 0-0 ante Brown de Puerto Madryn: ese día ingresó a los 45 del ST en reemplazo de Leandro Navarro.
A principios de 2021 se transformó en el primer jugador surgido de la cantera de Alvarado en firmar un contrato profesional.
Jugó también en Unión de Santa Fe y Deportivo Municipal del Perú.

## Estadísticas
- Actualizado al 18 de agosto de 2025

| Club                       | Div.                | Temporada           | Liga | Liga | Copa Nacional | Copa Nacional | Copa Internacional | Copa Internacional | Total | Total |
| Club                       | Div.                | Temporada           | PJ   | G    | PJ            | G             | PJ                 | G                  | PJ    | G     |
| -------------------------- | ------------------- | ------------------- | ---- | ---- | ------------- | ------------- | ------------------ | ------------------ | ----- | ----- |
| Alvarado Argentina         | 2.ª                 | 2019/20             | 0    | 0    | -             | -             | -                  | -                  | 0     | 0     |
| Alvarado Argentina         | 2.ª                 | 2020                | 5    | 0    | -             | -             | -                  | -                  | 5     | 0     |
| Alvarado Argentina         | 2.ª                 | 2021                | 30   | 0    | 0             | 0             | -                  | -                  | 30    | 0     |
| Alvarado Argentina         | 2.ª                 | 2023                | 12   | 0    | -             | -             | -                  | -                  | 12    | 0     |
| Alvarado Argentina         | 2.ª                 | 2024                | 35   | 1    | -             | -             | -                  | -                  | 35    | 1     |
| Alvarado Argentina         | Total               | Total               | 82   | 1    | 0             | 0             | -                  | -                  | 82    | 1     |
| Unión Argentina            | 1.ª                 | 2022                | 0    | 0    | 8             | 0             | 1                  | 0                  | 9     | 0     |
| Unión Argentina            | Total               | Total               | 0    | 0    | 8             | 0             | 1                  | 0                  | 9     | 0     |
| Deportivo Municipal · Perú | 1.ª                 | 2023                | 11   | 1    | -             | -             | -                  | -                  | 11    | 1     |
| Deportivo Municipal · Perú | Total               | Total               | 11   | 1    | -             | -             | -                  | -                  | 11    | 1     |
| San Martín (SJ) Argentina  | 1.ª                 | 2025                | 18   | 0    | 1             | 0             | -                  | -                  | 19    | 0     |
| San Martín (SJ) Argentina  | Total               | Total               | 18   | 0    | 1             | 0             | -                  | -                  | 19    | 0     |
| Total en su carrera        | Total en su carrera | Total en su carrera | 111  | 2    | 9             | 0             | 1                  | 0                  | 121   | 2     |